# Anatolij Malcew
Anatolij Iwanowicz Malcew (ros. Анатолий Иванович Мальцев, ur. 14 listopada?/27 listopada 1909 w miejscowości Miszeronskij w guberni moskiewskiej, zm. 7 lipca 1967 w Nowosybirsku) – radziecki matematyk.

## Życiorys
Od 1912 mieszkał z rodziną w Mineralnych Wodach, gdzie do 1925 uczył się w 7-letniej szkole, później w technikum pedagogicznym, następnie od 1927 do 1931 studiował w Moskiewskim Uniwersytecie Państwowym. Po ukończeniu uniwersytetu pracował w Iwanowskim Instytucie Energetycznym jako asystent katedry wyższej matematyki, w 1932 został na rok wykładowcą na rabfaku (fakultecie robotniczym), a w 1933 wykładowcą Iwanowskiego Instytutu Pedagogicznego, w którym pracował do 1960 kolejno jako asystent, adiunkt i profesor. W 1937 został kandydatem nauk, a w 1941 doktorem, od 1942 pracował jako starszy pracownik naukowy w Instytucie Matematycznym im. Stiekłowa (do 1960), w którym uzyskał doktorat. W 1941 wraz z instytutem został ewakuowany do Kazania, skąd powrócił w 1945. Tytuł profesora otrzymał w 1944. Od 1947 do 1955 był deputowanym obwodowej rady w Iwanowie, od 1951 do 1955 deputowanym do Rady Najwyższej RFSRR, a od 1954 do 1962 deputowanym do Rady Najwyższej ZSRR, od 1951 do 1960 kierował obwodową Radą Obrońców Pokoju w Iwanowie. W 1953 został członkiem korespondentem, a w 1960 akademikiem Akademii Nauk ZSRR. Od 1960 do końca życia pracował w Nowosybirsku jako kierownik Wydziału Algebry i Logiki Matematycznej Instytutu Matematyki Syberyjskiego Oddziału Akademii Nauk ZSRR. Był autorem ponad stu publikacji naukowych. W 1956 otrzymał tytuł Zasłużonego Działacza Nauki RFSRR.

## Odznaczenia i nagrody
- Order Lenina (1967)
- Order „Znak Honoru” (dwukrotnie, 1945 i 1953)
- Nagroda Stalinowska II stopnia (1946)
- Nagroda Leninowska (1964)
- Medal „Za ofiarną pracę w Wielkiej Wojnie Ojczyźnianej 1941–1945”
- Medal 800-lecia Moskwy (1948)